# Histoire du magnétisme
Le magnétisme désigne l'ensemble des phénomènes qui ont lieu à l'intérieur et autour de matériaux aimantés. Cette aimantation peut être naturelle ou le résultat d'un champ d'induction (électrique ou magnétique). Il existe de nombreuses applications du magnétisme et pour de nombreux domaines différents (informatique, médecine, physique des particules...). Dans cet article, seules les principales applications et expériences de l'histoire du magnétisme seront citées. Les techniques utilisant ou caractérisant le magnétisme seront présentées, de l'Antiquité jusqu'à aujourd'hui.

## De l'antiquité jusqu'auXVIIesiècle: l'origine du magnétisme et les premières applications
L’histoire du magnétisme repose sur une durée longue de 3000 ans. On ne sait ni ou ni quand il a été découvert, cependant quatre pistes restent envisageable : en Égypte et à Sumer, en Amérique centrale, en Chine et enfin en Grèce.

### La découverte du magnétisme
Cette histoire repose sur deux phénomènes d'attractions incompris et confondus durant l’antiquité : celle d’un  morceau de fer par la pierre d’aimant et celle de la paille par un morceau d’ambre frotté. L’observation du magnétisme repose sur la découverte de pierres qui pouvaient attirer le fer. Ces pierres ont été découvertes dans les environs d'une cité antique nommée Μαγνησία / Magnêsia mais on ignore s'il s'agit de la Magnésie de Thessalie (Grèce continentale) ou de celle d'Asie mineure, cité qui a donné son nom à ces roches puis au magnétisme.
En Égypte et à Sumer ce sont les plus anciennes traces de matériaux ferromagnétiques qui ont été découvertes dans des tombes datées de 4000 ans av. J.-C. À ce jour il reste une question en suspens, les Égyptiens et les Sumériens avaient-ils découvert les propriétés magnétiques de tels matériaux ?
La civilisation chinoise nous livre dès la période des Royaumes combattants, dans l'encyclopédie Guanzi, le plus vieil écrit parlant de la pierre d’aimant[à vérifier][réf. nécessaire].
Les Olmèques, peuples précolombiens de Mésoamérique, auraient découvert et utilisé le magnétisme 1000 ans avant les Chinois et seraient donc le peuple précurseur.
Pour ce qui est des Grecs, on attribue à Aristote ce qu'on pourrait appeler la première « discussion scientifique » sur le magnétisme avec Thalès de Milet, qui a vécu entre 625 et 545 av. J.-C. Thalès attribue une âme à l’aimant puisque celui-ci a la propriété de faire mouvoir des objets. Plus tard Démocrite (460 - 370 av. J.-C.) tentera une explication du phénomène en argumentant que : « les atomes de l’aimant pénètrent au milieu du fer pour les agiter ». La théorie de la présence d’une âme dans l’aimant restera ancrée dans les pensées jusqu’au XIIIe siècle.

### L’utilisation du magnétisme

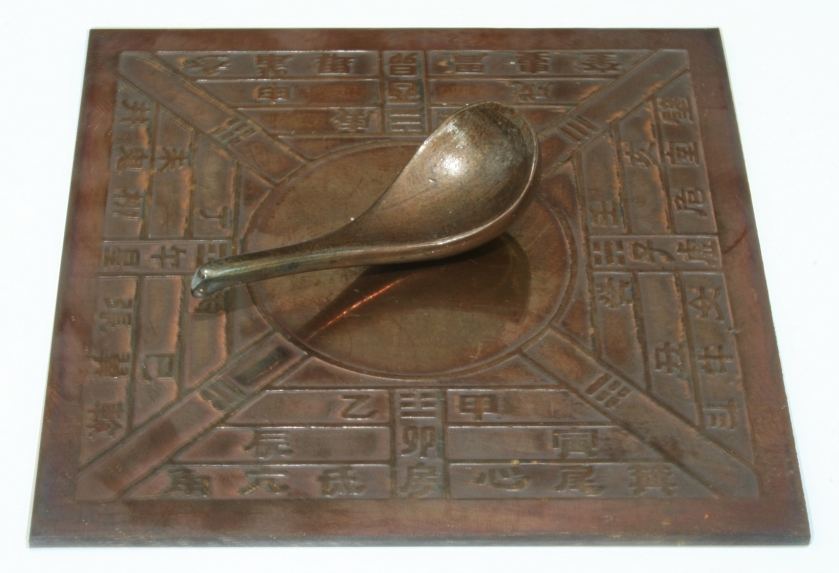
Boussole chinoise « Si Nan » de la Dynastie Han

Les Chinois furent la première civilisation à incorporer le magnétisme dans leur science occulte avec une cuillère en pierre de magnétite, cette cuillère est l’ancêtre de la boussole. Les experts en géomancie se servaient de cette cuillère auquel ils attribuaient des pouvoirs divins pour construire des villes qui seraient « en harmonie avec les cieux ». L’empereur devait même tracer une fois par an un sillon dans la bonne direction (indiqué par la cuillère) pour s’assurer de belles récoltes. Cette « boussole » n’était donc pas destinée à s’orienter. La boussole telle qu’on la connait (en tant qu’instrument de navigation) est apparue bien plus tard. On a tout d’abord cru qu’elle était apparue au IVe siècle av. J.-C., cependant ce serait un autre objet, le chariot pointant vers le sud, qui aurait vu le jour à cette époque. L’emploi d’un compas magnétique terrestre daterait de 1044 et l’utilisation de cet objet pour la navigation aurait eu lieu en 1117. De plus en 1044, Zeng Gongliang décrit un procédé pour créer un « poisson directif » : «  on découpe une pièce de fer très fine en forme de poisson… on la porte au rouge dans le feu de charbon et on la retire avec une pince. La queue restant orientée vers le nord, on la trempe dans l’eau pendant quelques minutes. »  Mais ce sera Shen Kuo qui décrira pour la première fois la « vraie  boussole » dans son livre intitulé « Meng xi bi tan » en 1086. Il écrira : «  Quand on polit la pointe d’un aiguille avec une pierre d’aimant, elle s’oriente vers le sud mais légèrement vers l’est, pas vraiment au sud »

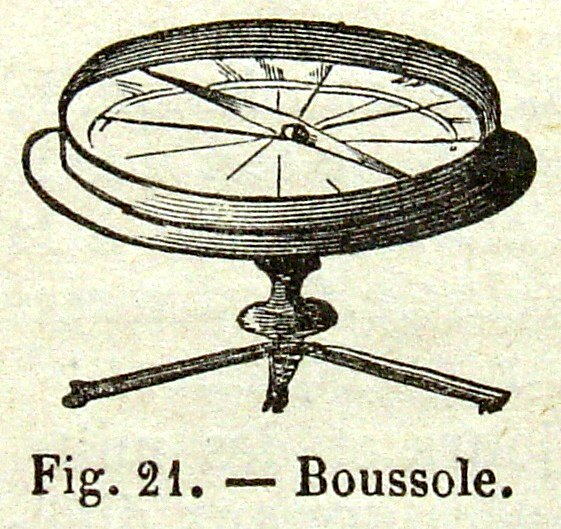
Gravure d'une boussole

L’utilisation du magnétisme en Europe fut plus tardive, il est fait mention de compas magnétique dès le XIIe siècle, mais la boussole n’apparut que plus tard vers les années 1300 (probablement découverte par un Italien du nom de Flavio Gioja). En Asie, les premières boussoles auraient été conçues dès 80 apr. J.-C. tandis qu’au Moyen-Orient les boussoles sont mentionnées à partir de 1232 dans un récit perse. Toutefois, l’hypothèse la plus probable est que la boussole ait été inventée de manière indépendante en Asie et en Europe. Ainsi bien que son invention soit sujette à controverse, l’existence de la boussole prouve que des recherches, même rudimentaires, sur le magnétisme ont bien eu lieu depuis le XIIe siècle.

### Les premières études scientifiques
En Europe, le début du Moyen Âge ne fut pas une période prolifique pour le magnétisme, et bien qu’il y ait eu des observations de phénomènes, peu de théories furent mises en place et il faudra attendre la seconde moitié de cette période pour voir émerger les fondements du magnétisme moderne.
En 1269, Pierre de Maricourt rédige un traité (« De Magnete ») sur les propriétés des aimants à la suite de ses études sur la métallurgie. Il réalisera ainsi les premiers compas magnétiques. Il  pense que le magnétisme peut apporter le mouvement perpétuel très recherché à l'époque médiévale.
En 1589, le physicien italien Giambattista della Porta décrit ses premières observations sur le magnétisme dans son ouvrage Magia naturalis. Il mentionne notamment des expériences menées sur l’attraction du fer par une pierre d’aimant, sur les propriétés des pôles de l’aimant et d’un aimant cassé.
C’est toutefois l’astronome anglais William Gilbert (1544-1603) qui fut le pionnier du magnétisme moderne. En effet, ce dernier publia en 1600 le premier ouvrage dédié au magnétisme, De Magnete, Magneticisque Corporibus, et de Magno Magnete Tellure (en) (Du Magnétisme, des Corps Magnétiques et du grand aimant Terre). Ainsi, William Gilbert est le premier scientifique à mettre en œuvre une théorie d’ensemble sur le magnétisme, dans laquelle il décrit la Terre comme un gigantesque aimant (ce qui explique pourquoi les boussoles indiquent le pôle Nord) et dans laquelle il détaille les règles d’attraction des aimants, l’aimantation d’un barreau de fer dans un champ magnétique et l’influence de la chaleur sur le magnétisme du fer. Ces théories sont toutes corroborées par les nombreuses expériences qu’il a effectuées (notamment la fabrication d’un aimant sphérique lui servant à modéliser la Terre, Terrella). Une unité de force électromagnétique du système CGS porte d’ailleurs son nom.
René Descartes (1596-1650) marqua aussi le magnétisme, puisqu’il parvint à expliquer de nombreux phénomènes magnétiques de manière mécanique et physique. Il contribua de plus grandement aux avancées dans ce domaine par la création d’un formalisme mathématique inédit (coordonnées cartésiennes), très utile pour traiter du magnétisme.

## LeXVIIIeet leXIXesiècle: le début de l'électromagnétisme, des applications du magnétisme sur la santé et des croyances

### L'ophtalmologie avec des aimants
Dans la chirurgie en général, les aimants furent utilisés pour retirer des objets métalliques avalés par des patients. Toutefois, c'est essentiellement en chirurgie oculaire que l'aimant fut utilisé avec succès. Il pouvait arriver que des serruriers ou des travailleurs du fer reçoivent des éclats de fer dans l'œil. Pour remédier à cela, on comprit que ces particules pouvaient être extraites de la cornée à l'aide d'un aimant. En 1624, la femme du chirurgien allemand de Berne Wilhelm Fabry von Hilden, ou Fabricius Hildanus, fut la première à extraire un petit copeau de fer des couches superficielles de la cornée avec la pierre d'aimant.

### Le magnétisme de Franz-Anton Mesmer (1734-1815)

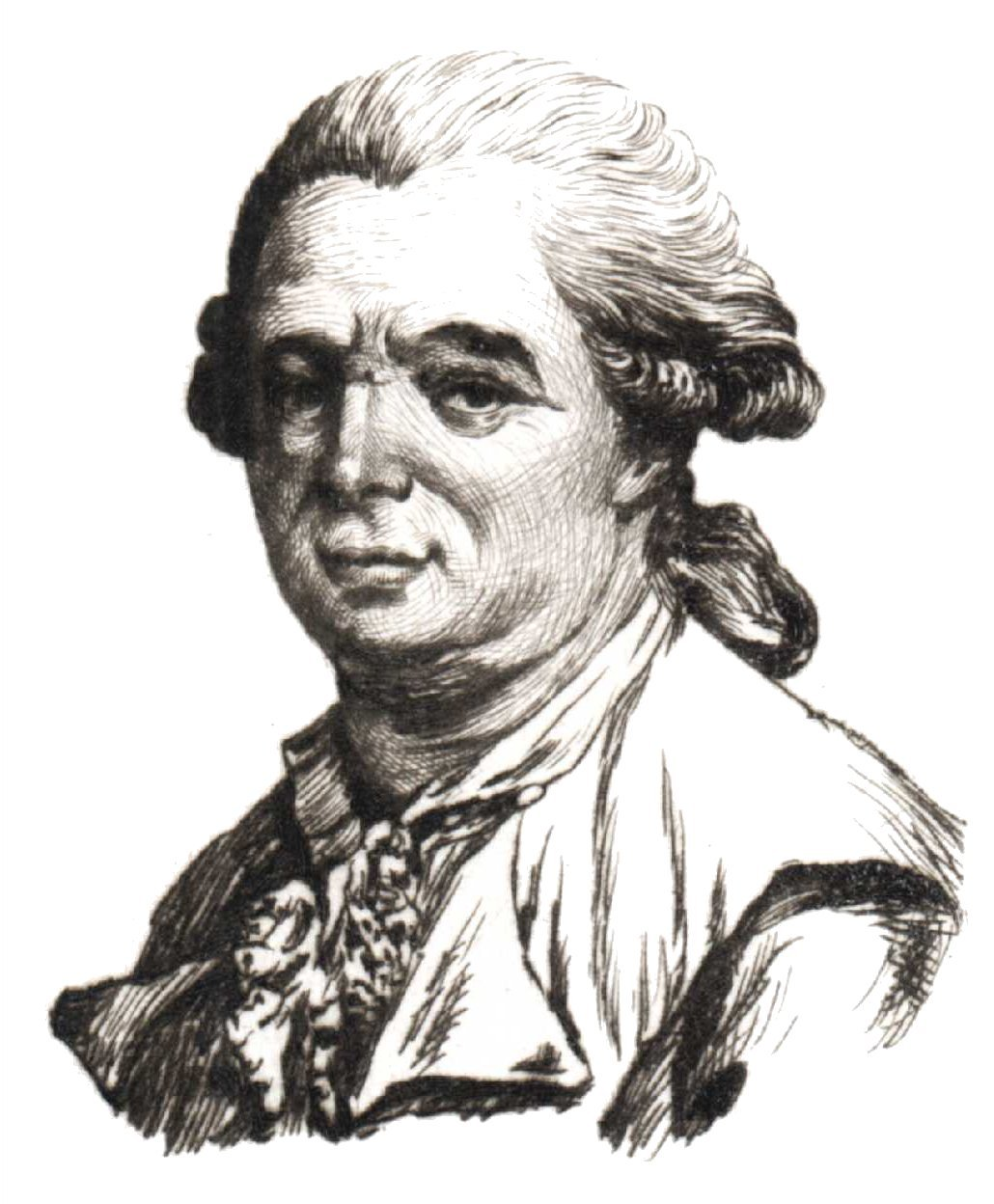
Portrait de Franz-Anton Mesmer

Avec les expériences de Franz-Anton Mesmer au XVIIIe siècle, une certaine forme du magnétisme est devenue accessible au grand public. Il s’agit d’utiliser le magnétisme comme une énergie permettant de guérir les personnes. C’est une application du magnétisme en médecine, pour laquelle le nom de magnétiseur sera donné aux professionnels de santé utilisant les techniques de magnétisme.
Mesmer est le fondateur du “magnétisme animal”. Selon lui, il existe un fluide universel, aussi influant que le magnétisme et, comme lui, impossible à saisir par les organes des sens. Toutes les maladies proviendraient d’une mauvaise répartition du fluide à l’intérieur du corps humain. Pour guérir d’une maladie, il suffirait de drainer le fluide de façon à rééquilibrer la bipolarité humaine et donc de le répartir dans de bonnes proportions dans le corps humain. Il provoque chez ces patients des crises convulsives qui entraînent des guérisons. Mesmer a commencé à pratiquer ces opérations à l’aide d’un aimant, puis il s’est aperçu qu’il obtenait d’aussi bons résultats par le toucher manuel. Ainsi, il passe de la théorie du “magnétisme minéral” à celle du “magnétisme animal”.

### La sourcellerie et le magnétisme
À la fin du XVIIIe siècle, la sourcellerie a pris un intérêt majeur depuis qu'un jeune paysan dauphinois, Barthélemy Bleton, devint célèbre par son talent d'"hydroscope". À cette époque, le docteur Pierre Thouvenel, ayant entendu parler de Bleton, le fit venir en Lorraine en 1780 pour le soumettre à des épreuves afin de vérifier son aptitude à découvrir des sources d'eau. Le docteur fut convaincu et publia un ouvrage relatant ses expériences.
Plus tard, Yves Rocard (1903-1992) croyait que les sourciers étaient capables de détecter les circulations d'eau dans le sous-sol et d'en donner une localisation assez précise, à l'aide d'une baguette fourchue (dite "furcelle"). Il pensait que l'agent physique en cause, agissant uniquement sur le sourcier, était un gradient de champ magnétique. Rocard multiplia les expériences tendant à montrer qu'un sourcier est sensible à un champ magnétique. Il en tira une conclusion inattendue : la moitié de la population est sensible au signal magnétique, mais cette sensibilité varierait grandement d'un sujet à l'autre.
Les explications de Rocard rencontrèrent beaucoup de scepticisme dans la communauté physicienne.

### Le champ terrestre et les phénomènes magnétiques

Le champ magnétique terrestre peut être vu comme celui d'un aimant droit.

Au début des années 1700, beaucoup de gens faisaient l’étude sur le magnétisme terrestre. Le fait que le pôle Nord magnétique change de position était connu des navigateurs et marins. En 1692, Edmond Halley a expliqué ce phénomène en posant un modèle de la Terre avec plusieurs couches. Son explication était que les couches de la Terre sont aimantées indépendamment, et que leur rotation individuelle change donc la position du pôle Nord.
En 1724, George Graham a mis en évidence des fluctuations dans l'orientation de l'aiguille de la boussole (attribuées plus tard aux effets des orages magnétiques). En 1740, Anders Celsius publie dans Svenska Vetenskaps Academiens Handlingar que les perturbations dans l'orientation de la boussole s’observent sur des surfaces trop grandes pour être dues à des interactions locales (présence localement de matériau magnétique).
Pour mesurer l’intensité du champ terrestre, l’expérimentateur Graham utilise la période de vibration d’une aiguille magnétique et publie ses résultats dans les Philosophical transactions en 1725. En 1776, le français Jean-Charles de Borda trouve l’intensité du champ magnétique terrestre en différents points sur la surface de la terre avec la même méthode.
À l’époque les notions de champ n’existent pas encore, donc l’origine des forces magnétiques étaient exprimés avec les principes de la mécanique. Dans un mémoire de 1744, Euler écrit que le matériau magnétique est composé de pores dans lesquels une matière subtile peut circuler. Dans un aimant la matière circule dans une direction définie, et la répulsion ou attraction entre deux aimants est dû aux pressions qui interviennent quand les deux matières circulant se rencontrent.
Lambert se propose d’étudier les lois qui régissent les variations des forces magnétiques suivant les angles et les distances. Il n’arrive pas à éliminer les erreurs de ses expériences pour affirmer la loi de dépendance de l’inverse de la distance au carré. Cependant il trouve ce qu’il appelle « les courbes du courant magnétique ». Ceci sera plus tard connu comme les lignes des forces du champ magnétique.

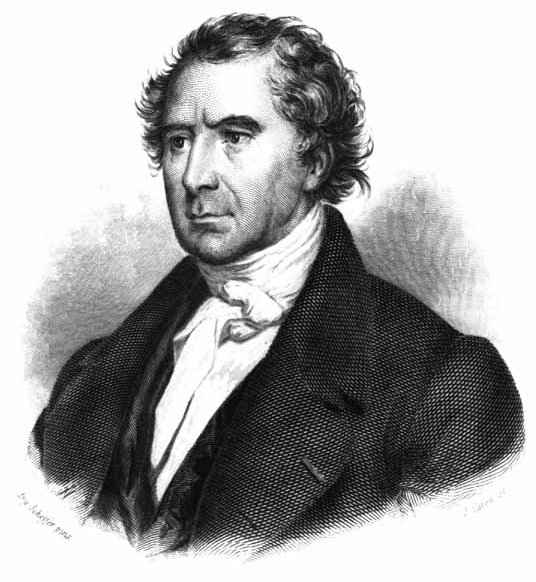
Portrait de François Arago

François Arago (1786-1853) a consacré une partie importante de sa vie au géomagnétisme. Il fit, ou fit faire, un nombre considérable de mesures du champ magnétique terrestre : 52 599 mesures de la déclinaison, de 1810 à 1853, un grand nombre de mesures d'inclinaison, de 1810 à 1831, et des mesures d'intensité, de 1825 à 1829. Il s'intéressa à toutes les facettes du géomagnétisme. Il étudia longuement les variations temporelles de la déclinaison et sa variation séculaire.

### La force d'attraction et les aimants
La variation de la force d’attraction mécanique fut déterminée expérimentalement en 1712 par Hawksbee et Brook Taylor. En 1726, Jonathan Swift a indiqué la différence entre la pesanteur et le magnétisme en pointant sur le fait que le magnétisme avait aussi un effet répulsif.
En 1760, l’allemand Johann Tobias Mayer publie ses résultats expérimentaux où il trouve que l’intensité varie selon l’inverse des distances au carré. En 1785 le français Charles-Augustin Coulomb a inventé la balance à torsion qui lui aide à trouver la loi réelle des attractions et répulsions d’électricité et magnétisme.

### Lien entre l’électricité et le magnétisme

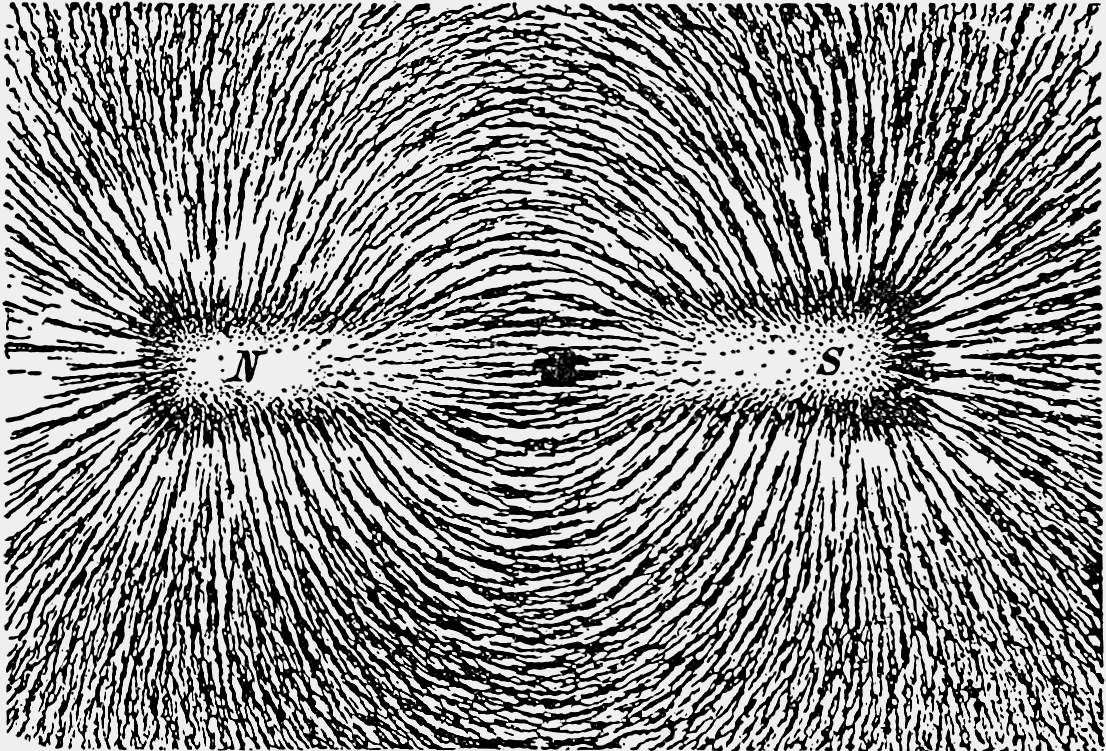
Visualisation du champ magnétique (statique) engendré par un aimant droit.

Le XIXe siècle fut marqué par le développement de la théorie « électromagnétique ».
En ce qui concerne le magnétisme, les scientifiques Ørsted et Ampère ont marqué le début de sa compréhension dans les années 1820.
Depuis les années 1780, les travaux de Coulomb avaient été interprétés comme preuve du fait que l’électricité et le magnétisme étaient en fait « deux espèces différentes de matière dont les lois d’action étaient mathématiquement similaires mais dont la nature était fondamentalement différente ».

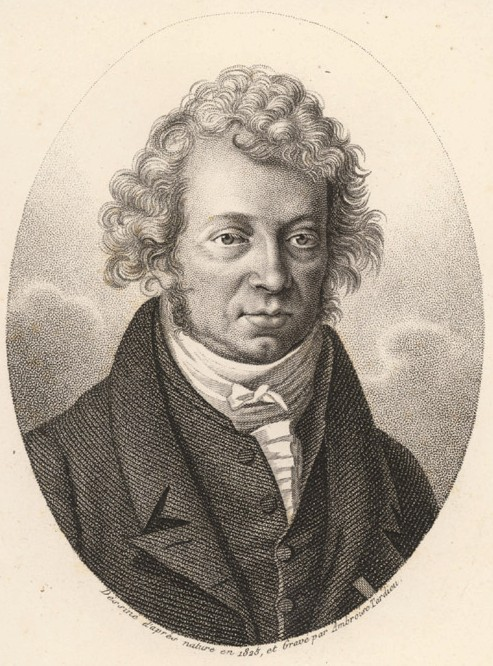
Portrait de André-Marie Ampère

Le XIXe siècle démarra avec un article d’Ampère en 1802, où il annonça que les phénomènes électriques et magnétiques étaient dus à deux types de fluides qui agissaient indépendamment l’un de l’autre.
Le physicien danois Hans Christian Ørsted par contre, croyait que le magnétisme existait dans tous les corps, et ainsi devait être aussi général que la force électrique.
Le physicien danois Hans Christian Ørsted cherchait à mettre en évidence un lien entre l’électricité et le magnétisme. En 1820, après de nombreuses expériences déjà menées, il est le premier à trouver un rapprochement entre ces deux disciplines. Son expérience consistait à utiliser le courant électrique pour faire bouger l’aiguille aimantée d’une boussole. Avec cette expérience, Hans Christian Ørsted est devenu un fondateur de l’électromagnétisme, dont Ampère donna aussitôt la théorie.
L’expérience d’Ørsted marque le début de la « révolution électromagnétique » : les années qui suivirent 1820 furent témoins de grands changements tant par la compréhension des phénomènes électromagnétiques que par la mise en application de ces phénomènes par de nouvelles inventions (Histoire de l'électricité).
Toujours en 1820, les français Jean-Baptiste Biot et Félix Savart parviennent à décrire mathématiquement le champ magnétique généré par une distribution de courants continus. La loi de Biot-Savart constitue le pilier de la magnéto-statique (étude des champs magnétiques indépendants du temps).
En 1821, André-Marie Ampère théorise le magnétisme par l’existence dans les matériaux conducteurs d’innombrables particules minuscules chargées électriquement et en mouvement et donne son nom à l’unité du courant électrique, l'ampère. De même, il expérimenta avec des fils parallèles traversés par des courants, et il observa qu’ils étaient attirés ou repoussés en fonction du sens relatif du courant. De cette expérience il tire la loi d’Ampère, qui décrit la force agissant entre les deux fils.
Il annonça à l’Académie des Sciences que deux fils hélicoïdaux traversés par un courant pouvaient être fabriqués pour être attirés ou repoussés entre eux. Dans son livre « Qu’est ce que le magnétisme ?», Ampère le décrit comme la force produite par l’électricité en mouvement. 
La même année, Michael Faraday crée un premier moteur électrique primitif en « inversant » l’expérience d’Ørsted. Il place un aimant dans un bain de mercure et place un fil parcouru par un courant électrique dans ce bain. Le fil se met à tourner de manière circulaire.
En 1825, le physicien anglais William Sturgeon crée le premier électro-aimant pratique. Peu de temps après l’invention du moteur électrique, Michael Faraday découvre en 1831 l’induction électromagnétique, soit l’apparition d’une force électromotrice dans un conducteur électrique soumis à un champ magnétique variable. Ce phénomène constitue actuellement la base de notre technologie et trouve son application dans les transformateurs, les dynamos ou bien encore dans les alternateurs. Faraday décrit également en 1845 le paramagnétisme et le diamagnétisme, c’est-à-dire, la capacité d’un matériau à créer une aimantation s’opposant ou suivant la direction du champ magnétique appliqué.
Concernant la deuxième partie du XIXe siècle, elle fut marquée par la formulation des équations de Maxwell publiées en mars 1861 dans l’étude « On physical lines of force ». Dans cette étude, le physicien écossais James Clerk Maxwell rassemble les travaux sur le magnétisme et sur l’électricité réalisés par Michael Faraday et André-Marie Ampère en un ensemble de vingt équations qui, plus tard, furent réduites à quatre. Ces équations décrivent le comportement du champ électromagnétique et ses interactions avec la matière.

Cycle d'hystérésis

En 1887, l’inventeur américain d’origine croate Nikola Tesla invente le premier moteur électrique à induction, utilisant les travaux de Michael Faraday sur le moteur électrique, l’induction électromagnétique et le courant alternatif.
En 1890, le physicien et ingénieur écossais James Alfred Ewing étudie les propriétés magnétiques des métaux et découvre le phénomène d’hystérésis (terme qu’il a d’ailleurs inventé).

### Pierre Curie - La loi de Curie (1895)

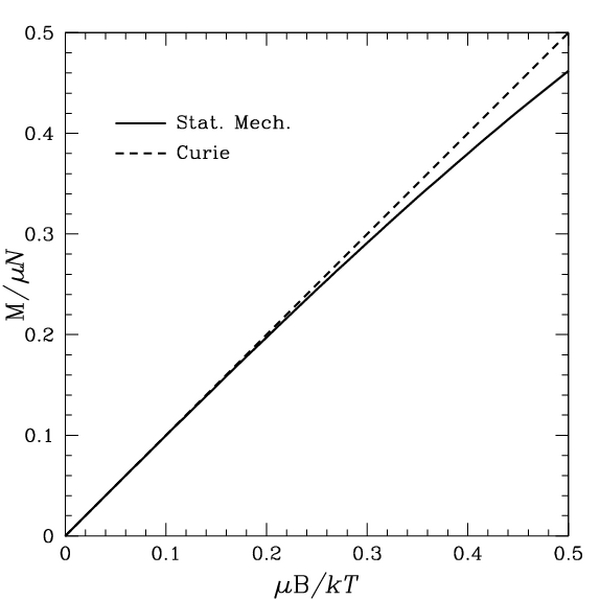
Aimantation d'un matériau paramagnétique en fonction de la température inverse

En 1895, Pierre Curie ouvre la voie d’une théorie moderne du magnétisme en distinguant le diamagnétisme du paramagnétisme et du ferromagnétisme. En étudiant les propriétés magnétiques des matériaux, il a mis en évidence que la susceptibilité magnétique d’un matériau est inversement proportionnelle à sa température. Les expériences menées par Pierre Curie ont abouti à la formulation de la célèbre Loi de Curie. Cette loi est devenue le principe de base des thermomètres magnétiques, qui sont utilisés pour mesurer les très basses températures.

### L'enregistrement magnétique
Enfin, tout à la fin du XIXe siècle, l’ingénieur danois Valdemar Poulsen invente, en 1898, l’enregistrement magnétique en créant un dispositif permettant de transformer les variations de champ magnétique d’une bande en un signal électrique. La même année, il dépose le brevet américain de son invention, qu'il désignait sous le nom de télégraphone. Pour anecdote : lors de l'exposition universelle de 1900, il a enregistré avec son dispositif la voix de l'empereur François-Joseph d'Autriche : c'est, à ce jour, le plus ancien enregistrement sonore magnétique existant.

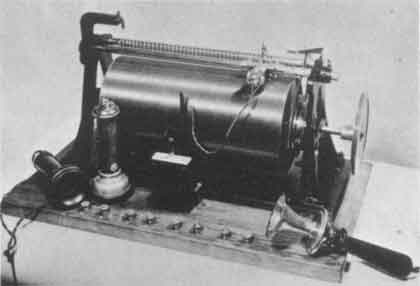
Le télégraphone

## LeXXesiècleet leXXIesiècle
Toutes ces découvertes sur le magnétisme permettent aux chercheurs d'avancer dans la recherche et de créer de nouvelles applications pour améliorer notre quotidien. Voici quelques applications innovantes et intéressantes pour le futur.

### Les applications modernes du magnétisme

#### Mémoires magnétiques plus petites
En 1962, Tony Skyrme théorise l’existence des skyrmions magnétiques, ce n’est que 50 ans plus tard (2009) que des physiciens de l’Université technique de Munich prouvent leur existence. Les skyrmions pourraient intéresser le domaine de l’informatique. En effet, les skyrmions peuvent se former avec une dizaine d’atomes seulement et on peut s’en servir pour stocker des bits d’informations. Cependant, il faut encore maîtriser l’écriture et la lecture de données à l’aide de cristaux de skyrmions magnétiques. L’utilisation des skyrmions comme stockage des informations pourra faire encore chuter la taille des mémoires magnétiques (MRAM).

#### Trains à sustentation magnétique

Une rame SCMaglev de type Série L0 sur le circuit d'essai de la préfecture de Yamanashi en 2013.

Depuis 1962, les chercheurs Japonais ont pour objectif de créer un train capable de relier Tokyo - Osaka (500 km) en une heure. C’est seulement en 2015 que leur objectif voit sa réalisation possible. En effet, en avril 2015, le train à sustentation électromagnétique japonais JR Maglev bat un nouveau record, 603 km/h pendant 11 secondes. Une prouesse technologique due au fait que le JR Maglev lévite grâce à des aimants fixés aux véhicules et à des bobines supraconductrices installées dans les rails. Cependant sa première version commerciale ne verra le jour qu’en 2027.

#### Le biomagnétisme
En 1975, le biologiste américain Richard Blakemore a constaté, sous microscope, que certaines bactéries vivant dans les marécages saumâtres se dirigeaient toujours vers le nord. Et dès qu'un aimant se trouvait à proximité, les bactéries se dirigeaient alors vers l'aimant. Les bactéries mortes s'orientaient dans un champ magnétique comme de microscopiques aiguilles aimantées. Par la suite, d'autres espèces de bactéries, marines ou d'eau douce, possédant les mêmes propriétés, ont été découvertes.
L'étude par microscopie électronique en transmission de ces bactéries a permis de relever la structure. Dans la longueur de leurs cellules, des petits cristaux (cubiques ou octaédriques) sont disposés en chaîne. Ce sont des cristaux de minéraux magnétiques : souvent la magnétite et la greigite. Chacun de ces cristaux constitue un petit aimant, et la chaînette de cristaux se comporte comme une boussole qui oriente la bactérie vers le nord et contraint ses déplacements dans cette direction.
Ayant découvert un magnéto-récepteur dans des bactéries, on en chercha chez d'autres espèces vivantes, en commençant par les espèces migratrices, pour lesquelles l'orientation est importante. Des chercheurs ont réussi à identifier des chaînes de cristaux de magnétite dans le crâne d'une espèce de saumon, chez les pigeons voyageurs, les dauphins et les abeilles. Il apparaît maintenant que les espèces migratrices ne se fient pas à une seule méthode d'orientation, mais plusieurs, dont une basée sur le magnétisme.

### Les applications du magnétisme dans la recherche

#### Combattre le cancer
Le magnétisme est aussi présent dans la médecine, et pourrait révolutionner le combat contre le cancer. Le CNRS et des chercheurs de l'université Paris-Descartes sont actuellement en train de développer une solution contre le cancer. Le principe est d’éliminer les cellules cancéreuses via des champs magnétiques. Pour cela les chercheurs vont combiner un liposome avec des nanoparticules magnétiques et des photo-sensibilisateurs. En 2015, des tests sur des souris atteintes de tumeur ont eu des effets très concluants, la combinaison des nanoparticules magnétiques et des photo-sensibilisateurs ont permis de détruire intégralement les cellules cancéreuses. Cependant, avant d’appliquer cette technique à l’Homme, les chercheurs doivent déterminer les effets indésirables des nanoparticules sur le corps humain à long et court terme ainsi qu’estimer le taux de douleur qu’implique cette technique.

#### Combattre la maladie des os
En 2014, des chercheurs de l’Université de Keele et de l’Université de Nottingham en Angleterre ont découvert un traitement potentiel très prometteur. Ils sont parvenus à diriger des nanoparticules magnétisées recouvertes de protéines sur la zone endommagée d’un os afin de stimuler les cellules souches pour le reconstituer. Grâce à un champ magnétique externe, les nanoparticules sont facilement orientables. Cette technique permettrait d’éviter un acte chirurgical et aider les personnes souffrant de traumatismes osseux ou de maladies telles que l’ostéoporose.